# Франсоа Бушо
Франсоа Бушо (на френски: François Bouchot; 1800 – 1842) е френски художник. Роден е през 1800 г. в Париж и умира през 1842 г., пак в Париж. Изпълнявайки заповед на крал Луи-Филип, Бушо създава картината „Битката при Цюрих, 25 септември 1799 г.“ през 1837. Днес тя се съхранява в Баталната галерия на двореца Версай.
Рицар на Ордена на почетния легион (1835).

## Галерия
- Портрет а перната певица Мария Малибран (1834), Лувър.
- Наполеон подписва абдикацията си във Фонтенбло през 1814 г., Версай.
- Генерал Андре Масена по време на Втората битка при Цюрих, Версай.
- Бонапарт в Съвета на петстотинте, Версай.
- Пилад и Орест.
- Портрет на Хосе де Сан Мартин, Музей на Военната академия на САЩ в Уест Пойнт.
- Портрет на генерал Франсоа-Северин Марсо-Дегравие, Музей на армията в Париж.
- Портрет на генерал Жан Виктор Моро, Версай.
- Смъртта на генерал Франсоа-Северин Марсо-Дегравие.